# Suehiro Nishio
Suehiro Nishio (西尾 末広, Nishio Suehiro), né le 28 mars 1891 à Shiyūjima (préfecture de Kagawa) et mort le 3 octobre 1981 à Nakahara-ku (préfecture de Kanagawa) est un activiste syndical et un homme politique japonais dont la carrière s’étend sur les périodes d’avant et d’après-guerre. Il occupe une place éminente dans la sphère politique, siégeant à la Diète nationale à 15 reprises, ce qui témoigne d’une longévité politique peu commune. Acteur d’importance dans les rangs du Parti socialiste japonais, il se distingue comme l’un des principaux protagonistes du courant des "socialistes de droite".
Il accède au poste de vice-Premier ministre dans le cabinet dirigé par Hitoshi Ashida, une fonction qui consacre son rôle de pivot dans les cercles gouvernementaux. En janvier 1960, dans un contexte marqué par des dissensions internes au sein du Parti socialiste japonais, il entreprend de fonder une faction dissidente, donnant ainsi naissance au Parti social-démocrate.

## Biographie
Nishio Suehiro nait dans l'indigence au sein du hameau de Shiyūjima, dans la préfecture de Kagawa, laquelle correspond aujourd'hui à une partie de la ville de Takamatsu, sur l'île de Shikoku. À l'âge de quatorze ans, il quitte l'école pour rejoindre Osaka, où il s'adonna à divers emplois dans des manufactures. Son premier labeur est celui d’apprenti tourneur à l’Arsenal d’Osaka. Toutefois, Nishio ne tarde pas à s’immerger dans l’agitation syndicale, ce qui le contraint à changer fréquemment d’occupation, ses engagements le rendant indésirable auprès de nombre de ses employeurs. En 1919, il s’affilie à la fédération ouvrière Yuaikai, et, en 1926, il participe à l’instauration du Parti social-démocrate. Il est, deux ans plus tard, élu pour la première fois à la Diète nationale. En 1932, il figure parmi les cofondateurs du Parti des masses sociales, reconnu comme le plus conservateur des trois partis prolétariens qui marquèrent le Japon d’avant-guerre. Bien qu’il se proclame socialiste, Nishio s’érige également en fervent nationaliste et en farouche adversaire du communisme. Il affectionne à proclamer qu’il a accédé au socialisme non par les voies du marxisme, mais plutôt à travers un « humanisme idéel » (risōteki hyūmanizumu). Réélu à la Diète en 1937, Nishio embrassa sans réserve les initiatives de mobilisation de guerre du Japon. Lors d’un débat parlementaire en 1939, il exhorta le Premier ministre Fumimaro Konoe à adopter une posture de chef de conviction, invoquant les figures de Hitler, Mussolini et Staline comme exemples. Cette déclaration, bien que reflétant sa haine du communisme et son admiration pour la discipline, provoque un émoi. Staline, pourtant inclus dans une liste où figurent les alliés d’alors du Japon, est jugé indigne d’être cité en exemple par un membre de la Diète. En conséquence, Nishio est démis de ses fonctions parlementaires par un vote de ses pairs.
En 1942, Nishio est reconduit à la Diète, bien qu'il n'ait pas bénéficié de l'onction de l'Association d'assistance au règne impérial, unique formation politique de l'époque. À l'inverse de nombre de ses pairs, qui se conforment en adhérant à l'Association pour la promotion de la Grande Asie orientale après le scrutin, Nishio décline cette sollicitation et se mêle à ceux qui complotent contre le Premier ministre Hideki Tōjō. Fort de son passé de résistant, il est épargné par les purges orchestrées par les forces d'occupation américaines à l'issue de la capitulation.

### Courtier en puissance d'après-guerre
En 1945, lorsque les partis communiste et socialiste recouvrent leurs droits civiques, Nishio se positionne à la tête de l'aile droite du Parti socialiste japonais (PSJ). Contrairement à nombre de ses condisciples socialistes, Nishio conserve des liens étroits avec les grands conglomérats économiques, ce qui facilite singulièrement son ascension au sein de la formation politique. En 1946, il accède au secrétariat général du parti sous la présidence de Tetsu Katayama et, lorsque les socialistes parviennent au pouvoir en 1947 et 1948, Nishio est respectivement secrétaire en chef du cabinet du Premier ministre Katayama et vice-Premier ministre sous le Premier ministre Hitoshi Ashida. Toutefois, les affinités de Nishio avec les grandes entreprises le poursuivent lorsqu'il est désigné comme figure de proue du scandale des dons de Showa Denko, évènement qui précipite la chute du cabinet Ashida, bien que Nishio soit ultérieurement disculpé de toute accusation. Ce scandale engendre une scission entre les tendances gauche et droite du Parti socialiste, sur fond de récriminations mutuelles, Nishio devenant l'une des figures de proue des socialistes de droite.
Lorsque, en 1955, les socialistes de gauche et de droite sont contraints de s’unir dans une sorte de mariage de raison, conçu en réponse à la menace que représente l’unification des partis conservateurs japonais sous la bannière du Parti libéral-démocrate (PLD), Nishio se dresse avec véhémence contre cette fusion. Il redoute que les socialistes de gauche ne soient que des compagnons de route des communistes. Ce n’est qu’avec une difficulté manifeste et après maints arguments invoquant la nécessité de solidarité face au danger conservateur qu’il se laisse fléchir. Par la suite, Nishio s’évertue à promouvoir, au sein du Parti socialiste, l’idée d’élargir son assise sociopolitique au-delà du simple prolétariat urbain. Il souhaite que le parti embrasse une coalition plus vaste, englobant non seulement les classes ouvrières, mais aussi les cultivateurs et les petits propriétaires d’entreprises. Cette position, cependant, entre en contradiction avec l’orthodoxie marxiste soutenue par l’aile gauche du parti, laquelle professe qu’un parti socialiste doit s’enraciner exclusivement dans les classes laborieuses. De surcroît, Nishio suscite l’inimitié des socialistes de gauche, non seulement en raison de ses vues divergentes, mais aussi du fait de son appui provenant de la fédération syndicale Zenrō, plus restreinte et infiniment plus modérée que la Sōhyō, dominante dans le parti. Tandis que la majorité des élus socialistes bénéficient de l’appui de la Sōhyō, Nishio et ses alliés trouvent en Zenrō un soutien fidèle, mais controversé. En effet, vers la fin des années 1950, Zenrō entreprend une campagne jugée périlleuse visant à détacher les « seconds syndicats » affiliés de l’influence de la Sōhyō, ce que cette dernière perçoit comme une menace d’une gravité inouïe.

### Formation du Parti socialiste démocratique
Ces tensions sous-jacentes atteignent leur paroxysme lors des tumultueuses manifestations contre l’Anpo de 1960, suscitées par la tentative du Premier ministre conservateur Nobusuke Kishi de réviser le traité de sécurité nippo-américain, communément désigné par son acronyme japonais, « Anpo ». Tandis que le Parti socialiste japonais et le Sōhyō se placent en première ligne de ce mouvement contestataire, jurant d’empêcher la ratification d’un traité qu’ils perçoivent comme un renforcement de l’alliance militaire nippo-américaine au service d’un capitalisme monopoliste national, Nishio, quant à lui, demeure un ardent défenseur de la nation japonaise, prônant la révision du traité comme un avantage pour le Japon. Manifestant une certaine ambivalence envers le mouvement anti-traité, Nishio et le Zenrō refusent d’y prendre part, une fois que le Parti socialiste et le Sōhyō aient consenti à y admettre le Parti communiste japonais. L’aile gauche du Parti socialiste et les dirigeants du syndicat Sōhyō estiment alors que Nishio constitue un obstacle majeur à la lutte contre le traité et entament des démarches en vue de son exclusion du parti. Plutôt que de subir une telle sanction, Nishio préfère quitter le parti de son propre chef, annonçant, le 24 janvier 1960, la création d’un nouveau parti, le DSP, et entraînant dans son sillage près de quarante membres de l’ancienne droite socialiste.
Le nouveau parti fondé par Nishio est accueilli avec une certaine magnificence par les gazettes et organes médiatiques du Japon, jouissant initialement de l’appui notable d’un aréopage d’intellectuels centristes éminents. Ce phénomène est surnommé le « boom socialiste démocratique » au printemps 1960. Les chancelleries américaines, pour leur part, nourrissent de grands espoirs à l’endroit de cette nouvelle formation politique, qu’elles tiennent pour une alternative plus tempérée et nécessaire aux partis d’opposition de gauche sévissant alors au Japon. Cependant, Nishio et ses partisans demeurent en retrait des manifestations contre l'Anpo, malgré l’intensification et le caractère controversé de ces dernières en mai et juin. Lors des élections générales de l’automne 1960, Nishio se refuse à exprimer une opinion tranchée sur ces manifestations, ni ne les condamnant, ni ne les approuvant, une attitude qui mécontente l’ensemble des factions dans le climat polarisé de l’époque. L’apogée de cette période tumultueuse est marquée par le débat électoral télévisé où Nishio prend part, et durant lequel se produit l’assassinat d’Inejirō Asanuma, président du Parti socialiste. Ce drame funeste suscite une onde de choc qui pourrait avoir incité un vote de sympathie en faveur du JSP, au détriment du nouveau parti de Nishio. Lors des élections subséquentes, tenues quelques semaines après cet événement, le DSP subit une débâcle électorale, voyant ses sièges à la Diète se réduire de 40 à seulement 17. Dans le même temps, tant le JSP que le PLD voient leur représentation parlementaire s’accroître. Bien que le DSP parvient à préserver une présence modeste à la Diète pendant encore quelques décennies, il ne réussit jamais à recouvrer l’engouement suscité lors de sa fondation. Cette érosion est particulièrement manifeste après que le PLD, sous la conduite des premiers ministres Hayato Ikeda et Eisaku Satō.

### Dernières années
Nishio se démet de ses fonctions de président du Parti social-démocrate (DSP) en 1967, motif pris de la détérioration de sa santé, et se retire intégralement de la Diète nationale en 1972. Il meurt le 3 octobre 1981, ayant atteint l'âge de 90 ans, des suites d’une insuffisance rénale.